# Crne ptice (1967.)
Crne ptice, hrvatsko-slovenski dugometražni film iz 1967. godine.